# ラン駅 (ハノイ市)
ラン駅（ベトナム語：Ga Láng / Ga 廊?）はベトナムのハノイ市ドンダー区にある、ハノイ・メトロ2A号線の駅。駅番号は「T2A-C04」。

## 歴史
2021年11月6日に2A号線のカットリン-イエンギア間開通に合わせて駅が開業。

## 駅構造
トゥリッチ川沿い、ラン通り上に駅舎がある、相対式ホーム2面2線を有する高架駅。1階が改札階、2階がホーム階となっている。

### のりば
| 番線   | 路線   | 行先           |
| ------ | ------ | -------------- |
| 北行き | 2A号線 | カットリン方面 |
| 南行き | 2A号線 | イエンギア方面 |

※案内上ののりば番号は割り当てられていない。

## 駅周辺
- トゥリッチ川（英語版、ベトナム語版）
- レ・ホン・フォン幹部養成学校
- クアン・チュン高等学校
- カウ・ザップ・ニャット
- タインクアン坊（ベトナム語版）人民委員会
- ロイヤルシティ
  - ビンコムメガモール・ロイヤルシティ

## 隣の駅
ハノイ・メトロ
 2A号線
タイハ駅 (T2A-C03) - ラン駅 (T2A-C04) - トゥオンディン駅 (T2A-C05)